# 東逸見町
東逸見町（ひがしへみちょう）は、神奈川県横須賀市の地名。現行行政地名は東逸見町一丁目から東逸見町四丁目。住居表示は未実施。

## 地理
横須賀市の北東部にある逸見地区に属し、東に汐入町、南東に坂本町と逸見が丘、南に池上、南西に山中町、西に西逸見町と接している。

### 地価
住宅地の地価は、2022年（令和4年）7月1日の公示地価によれば、東逸見町3丁目14番26の地点で11万2000円/m2となっている。

## 世帯数と人口
2023年（令和5年）4月1日現在（横須賀市発表）の世帯数と人口は以下の通りである。
| 丁目           | 世帯数    | 人口    |
| -------------- | --------- | ------- |
| 東逸見町一丁目 | 476世帯   | 874人   |
| 東逸見町二丁目 | 517世帯   | 970人   |
| 東逸見町三丁目 | 305世帯   | 613人   |
| 東逸見町四丁目 | 204世帯   | 392人   |
| 計             | 1,502世帯 | 2,849人 |

### 人口の変遷
国勢調査による人口の推移。
| 年                 | 人口  |
| ------------------ | ----- |
| 1995年（平成7年）  | 3,904 |
| 2000年（平成12年） | 4,177 |
| 2005年（平成17年） | 3,688 |
| 2010年（平成22年） | 3,439 |
| 2015年（平成27年） | 3,188 |
| 2020年（令和2年）  | 2,824 |

### 世帯数の変遷
国勢調査による世帯数の推移。
| 年                 | 世帯数 |
| ------------------ | ------ |
| 1995年（平成7年）  | 1,342  |
| 2000年（平成12年） | 1,591  |
| 2005年（平成17年） | 1,471  |
| 2010年（平成22年） | 1,452  |
| 2015年（平成27年） | 1,436  |
| 2020年（令和2年）  | 1,340  |

## 学区
市立小・中学校に通う場合、学区は以下の通りとなる（2022年3月時点）。
| 丁目           | 番・番地等 | 小学校               | 中学校               |
| -------------- | ---------- | -------------------- | -------------------- |
| 東逸見町一丁目 | 全域       | 横須賀市立逸見小学校 | 横須賀市立坂本中学校 |
| 東逸見町二丁目 | 全域       | 横須賀市立沢山小学校 | 横須賀市立坂本中学校 |
| 東逸見町三丁目 | 全域       | 横須賀市立沢山小学校 | 横須賀市立坂本中学校 |
| 東逸見町四丁目 | 全域       | 横須賀市立沢山小学校 | 横須賀市立坂本中学校 |

## 事業所
2021年（令和3年）現在の経済センサス調査による事業所数と従業員数は以下の通りである。
| 丁目           | 事業所数  | 従業員数 |
| -------------- | --------- | -------- |
| 東逸見町一丁目 | 40事業所  | 190人    |
| 東逸見町二丁目 | 42事業所  | 183人    |
| 東逸見町三丁目 | 13事業所  | 52人     |
| 東逸見町四丁目 | 10事業所  | 127人    |
| 計             | 105事業所 | 552人    |

### 事業者数の変遷
経済センサスによる事業所数の推移。
| 年                 | 事業者数 |
| ------------------ | -------- |
| 2016年（平成28年） | 118      |
| 2021年（令和3年）  | 105      |

### 従業員数の変遷
経済センサスによる従業員数の推移。
| 年                 | 従業員数 |
| ------------------ | -------- |
| 2016年（平成28年） | 650      |
| 2021年（令和3年）  | 552      |

## 交通

### 鉄道
- 東日本旅客鉄道（JR東日本） 横須賀線
  - 横須賀駅
- 京浜急行電鉄本線
  - 逸見駅

### 道路
- 国道16号
- 神奈川県道25号横須賀停車場線
- 神奈川県道28号本町山中線

## 施設
- 横須賀市立沢山小学校
- 横須賀警察署 逸見駅前交番
- 横須賀逸見郵便局[15]
- ヴェルニー記念館

## その他

### 日本郵便
- 郵便番号 : 238-0045[2]（集配局 : 横須賀郵便局[16]）。